# Hebenstretia dentata
Hebenstretia dentata là một loài thực vật có hoa trong họ Huyền sâm. Loài này được Carl von Linné mô tả khoa học đầu tiên năm 1753.